# Wuliphantes
Genre
Wuliphantes est un genre d'araignées aranéomorphes de la famille des Linyphiidae.

## Distribution
Les espèces de ce genre sont endémiques de Chine.

## Liste des espèces
Selon World Spider Catalog (version 26, 21/06/2025) :
- Wuliphantes dahonghaiensis Irfan, C. C. Zhang, Cai & Z. S. Zhang, 2025
- Wuliphantes guanshan (Irfan, Wang & Zhang, 2022)
- Wuliphantes tongluensis (Chen & Song, 1988)
- Wuliphantes trigyrus Irfan, Wang & Zhang, 2023
- Wuliphantes yaan Yao & Li, 2023

## Systématique et taxinomie
Ce genre a été décrit par Irfan, Wang et Zhang en 2023 dans les Linyphiidae.

## Publication originale
- Irfan, Wang & Zhang, 2023 : « Survey of Linyphiidae spiders (Arachnida: Araneae) from Wulipo National Nature Reserve, Chongqing, China. » European Journal of Taxonomy, vol. 871, p. 1-85 (texte intégral).